# 4929 Yamatai
4929 Yamatai eller 1982 XV är en asteroid i huvudbältet som upptäcktes den 13 december 1982 av de båda japanska astronomerna Hiroki Kōsai och Kiichirō Furukawa vid Kiso-observatoriet i Japan. Den är uppkallad efter Yamatai i japan.
Asteroiden har en diameter på ungefär 4 kilometer.